# George Washington Tryon
George Washington Tryon, Jr. (20 de maig del 1838 - 5 de febrer del 1888) era un malacòleg estatunidenc que treballà en l'Acadèmia de Ciències Naturals a Filadèlfia. George Washington Tryon era fill d'Edward K. Tryon i Adeline Savidt. El 1853 assistí al Friends Central School a Filadèlfia. El 1859, Tryon esdevingué membre de l'Acadèmia de Ciències Naturals (Academy of Natural Sciences) de Filadèlfia. Era en gran part responsable de la construcció d'edificis nous per a l'Acadèmia, especialment, el 1866, una secció per a la malacologia. El 1869 es convertia en el conservador de la secció de malacologia. El 1865, juntament amb un grup de malacòlegs americans, fundà (i finançà) l'American Journal of Conchology, tancat el 1872. El 1879 inicià la publicació del Manual of Conchology; structural and systematic; with illustrations of the species, A la seva mort, s'havien publicat nou volums de la primera sèrie. El dos darrers anys de la seva vida, 1887 i 1888, el seu assistent era Henry Augustus Pilsbry. Després, Pilsbry continuà com a editor del Manual de Conchology. El treball es continuà fins al 1935, amb un totla de 45 volums publicats. Tryon denominà més de 5.600 espècies noves, i es pot considerar com un dels malacolegs més prolífics. La seva immensa col·lecció (més de deu mil espècimens) feia l'Acadèmia de Ciències Naturals de Filadèlfia el centre d'estudis de malacologia al segle xix. El gènere de cargol d'aigua dolça Tryonia rep el nom en el seu honor.

## Obres
Tryon publicà més de mil articles i llibres.
- Tryon G. W.. List of American writers on recent conchology. With the titles of their memoirs and dates of publication (en anglès).  Nova York: Ballière Brothers, 440 Broadway, 1861. «una altra còpia d'aquest llibre»
- Tryon, G.W. «Synopsis of the Recent species of Gastrochaenidae, a family of acephalous Mollusca» (en anglès). Proc. Acad. Nat. Sc. [Philadelphia], Vol. 13, 465-94, 1862, p. 465-94.
- Tryon, G.W. «A sketch of the History of Conchology in the United States» (en anglès). Am. Journ. Sc. Arts, 33, 1862.
- Tryon, G.W. «Notes on American fresh water shells, with descriptions of two new species» (en anglès). proceedings of the Academy of Natural Sciences of Philadelphia, 14, (9), 1863, p. 451–452.
- Tryon, G.W.. William Greene Binney i George W. Tryon Jr.. The complete writings of Constantine Smaltz Rafinesque on recent & fossil conchology (en anglès).  William Greene Binney i George W. Tryon Jr., 1864. «El llibre fa referència a Constantine Samuel Rafinesque. L'obra inclou il·lustracions malacològiques de Rafinesque.»
- Tryon, G.W. «Observations on the family Strepomatidae» (en anglès). American Journal of Conchology, 1, (2), 1865, p. 97–135. «Strepomatidae és un sinònim per a Pleurocerinae a la família Pleuroceridae.»
- Tryon, G.W.. Synonymy of the species of Strepomatidae (melanians) of the United States; with critical observations on their affinities, and descriptions of land, fresh water and marine Mollusca (en anglès).  New York: Ballière Brothers, 520 Broadway, 1865, p. 100 pp, 2 plates. «Una altra còpia d'aquest llibre. Strepomatidae és un sinònim per a Pleurocerinae a la família Pleuroceridae.)»
- Tryon, G.W. «Monograph of the terrestrial Mollusca of the United States» (en anglès). American Journal of Conchology, 1866–1868.
- Tryon, G.W..  (en anglès). 2, 1866, p. 218–277. «plates 1–4»
- Tryon, G.W.. A monograph of the fresh-water univalve mollusca of the United States. Turbidae, Physadae (en anglès), 1870. «Continuat pel professor Samuel Stehman Haldeman amb el mateix títol»
- Tryon, G.W. «Catalogue and Synonymy of the Recent species of the family Lucinidae» (en anglès). Proc. Acad. Nat. Sc. [Philadelphia], 1872, pàgs. 82–96.
- Tryon, G.W.. American marine conchology: or, Descriptions of the shells of the Atlantic coast of the United States from Maine to Florida (en anglès), 1873. «publicat per l'autor»
- Tryon, G.W.. Structural and systematic conchology: an introduction to the study of the Mollusca. Volume I (en anglès), 1882. «publicat per l'autor»
- Tryon, G.W.. Structural and systematic conchology: an introduction to the study of the Mollusca. Volume II (en anglès), 1882. «publicat per l'autor»
- Tryon, G.W.. Structural and systematic conchology: an introduction to the study of the Mollusca. Volume III (en anglès), 1884. «publicat per l'autor»

### Manual de concologia
Manual of Conchology, structural and systematic, with illustrations of the species. Les il·lustracions en aquest treball foren creades pel Dr. E. J Nolan. Nota: hi ha sinònims vells en noms d'alguns volums.
- 1879 – Volum 1. Cephalopoda.
- 1880 – Volum 2. Muricinae, Purpurinae. 289 pp., 70 plates.
- 1880–1881 – Volume 3. Tritonidae, Fusidae, Buccinidae. 310 pp., 87 plates.
- 1882 – Volum 4. Nassidae, Turbinellidae, Volutidae, Mitridae.
- 1883 – Volum 5. Marginellidae, Olividae, Columbellidae.
- 1884 – Volum 6. Conidae, Pleurotomidae.
- 1885 – Volum 7. Terebridae, Cancellariidae, Strombidae, Cypraeidae, Ovulidae, Cassididae, Doliidae.
- 1886 – Volum 8. Naticidae, Calyptraeidae, Turritellidae, Vermetidae, Caecidae, Eulimidae, Turbonillidae, Pyramidellidae. 461 pp., 79 plates.
- 1887 – Volum 9. Solariidae (per William B. Marshall), Ianthinidae, Trichotropidae, Scalariidae, Cerithiidae, Rissoidae, Littorinidae. 488 pàg., 71 làmines. Nota: Solariidae no és una família vàlida avui. (un sinònim parcial d'Architectonicidae?) Publicat per parts:
  - 7 de febrer de 1887 - part 33, pàgines 1-64.
  - 8 de juny de 1887 - part 34, pàgines 65-128.
  - 2 de setembre de 1887 - part 35, pàgines 129-224.
  - 10 de desembre de 1887 - part 36, 36 a, pàgines 225-488.
- 1888–1889 – Volum 10. Neritidae, Adeorbidae, Cyclostrematidae, Liotiidae, Phasianellidae, Turbinidae, Trochidae, Stomatiidae, Haliotidae, Pleurotomariidae. 322 pàg., 69 làmines. Publicat per parts:
  - 16 de març de 1888 - part 37, pàgines 1-64.
  - 1 de juliol de 1888 - part 38, pàgines 65-144.
  - 1 octubre de 1888 - part 39, pàgines 145-208.
  - 3 de gener de 1889 - part 40, pàgines 209-323.
- 1889 – Volum 11. Trochidae, Stomatiidae, Pleurotomariidae, Haliotidae. 519 pàg., 67 làmines. Nota: Stomatiidae és un sinònim de la subfamília Stomatellinae en la família Trochidae.
- 1890 – Volum 12. continuat per Henry Augustus Pilsbry. Stomatellidae, Scissurellidae, Pleurotomariidae, Haliotidae, Scutellinidae, Addisoniidae, Cocculinidae, Fissurellidae.
- 1891 – Volum 13. continuat per H. A. Pilsbry. Acmaeidae, Lepetidae, Patellidae, Titiscaniidae.
- 1892 – Volum 14. Continuat per H. A. Pilsbry. Polyplacophora, Lepidopleuridae, Ischnochitonidae, Chitonidae, Mopaliidae.
- 1893 – Volum 15. Continuat per H. A. Pilsbry. Polyplacophora, (Chitons.) Acanthochitidae, Cryptoplacidae i apèndix Tectibranchiata.
- 1895–1896 – Volum 16. Continuat per H. A. Pilsbry. Philinidae, Gastropteridae, Aglajidae, Aplysiidae, Oxynoeidae, Runcinidae, Umbraculidae, Pleurobranchidae.
- 1897–1898 – Volum 17. Continuat per H. A. Pilsbry. Scaphopoda (per H. A. Pilsbry i Dr. Benjamin Sharp), Aplacophora. Indexi de gèneres i subgèneres, volums II. a XVII.

### Manual de Conchology. Segona sèrie: Pulmonata
Manual de Conchology, estructural i sistemàtic, amb il·lustracions de l'espècie. Segona sèrie: Pulmonata. Conjuntament hi ha 28 volums:
- 1885 – Volum 1. Testacellidae, Oleacinidae, Streptaxidae, Helicoidea, Vitrinidae, Limacidae, Arionidae. 364 pp., 60 làmines.
- 1886 – Volum 2. Zonitidae.
- 1887 – Volum 3. Helicidae – Volum I.
- 1888 – Volum 4. Helicidae – Volum II.

Els volums després de 1888 tenen a Tryon com a autor, foren editats per Henry Augustus Pilsbry:
- 1889 – Volum 5. Helicidae – Volum III. – Continuat per Henry Augustus Pilsbry.
- 1890 – Volum 6. Helicidae – Volum IV. Continued by H. A. Pilsbry.
- 1891 – Volum 7. Helicidae – Volum V. Continuat per H. A. Pilsbry.
- 1892 – Volum 8. Helicidae – Volume VI. Continuat per H. A. Pilsbry.
- 1894 – Volum 9. Helicidae – Volume VII. Continuat per H. A. Pilsbry.
- 1895 – Index als hèlixs. Continuat per H. A. Pilsbry.
- 1895–1896 – Volum 10. Bulimi i Bulimuli americans. Strophocheilus, Plekocheilus, Auris, Bulimulus. Continuat per H. A. Pilsbry.
- 1897–1898 – Volume 11. American Bulimulidae: Bulimulus, Neopetraeus, Oxychona, and South American Drymaeus. Continuat per H. A. Pilsbry.
- 1899 – Volum 12. American Bulimulidae: North American and Antillean Drymaeus, Leiostracus, Orthalicinae and Amphibuliminae. Continued by H. A. Pilsbry.
- 1900 – Volum 13. Australàsia Bulimulidae: Bothriembryon, Placostylus. Helicidae: Amphidromus. Continuat per H. A. Pilsbry.
- 1901–1902 – Volume 14. Oriental Bulimoid Helicidae. Odontostominae. Cerionidae. Continuat per H. A. Pilsbry. Nota: Odontostomini és ara una tribu a la subfamília Bulimulinae
- 1903 – Volum 15. Urocoptidae. Continuat per H. A. Pilsbry.
- 1904 – Volum 16. Urocoptidae, Achatinidae. Continuat per H. A. Pilsbry.
- 1904–1905 – Volume 17. Achatinidae africans. Continuat per H. A. Pilsbry.
- 1906 – Volum 18. Achatinidae: Stenogyrinae i Coeliaxinae. Continuat per H. A. Pilsbry.
- 1907–1908 – Volum 19. Oleacinidae, Ferussaciidae. Continued by H. A. Pilsbry.
- 1909–1910 – Volum 20. Caecilioides, Clessula i Partulidae. Índex a vols. XVI. – XX. Continuat per H. A. Pilsbry.

Altres volums no s'atribueixen a George Washington Tryon:
- 1911 – Volume 21. Achatinellidae (Amastrinae). Alpheus Hyatt & Henry Augustus Pilsbry. Leptachatina per Charles Montague Cooke Jr. Il·lustrat per Helen Winchester.[2] (El volum fou publicat després de la mort de Hyatt's el 1902.) (Amastridae is considered to be a sole family these days.)
- 1912–1914 – Volume 22. Achatinellidae by Henry A. Pilsbry assisted by C. Montague Cooke. Genealogy and migrations of the Achatinellidae by Alpheus Hyatt.
- 1915–1916 – Volume 23. Appendix to Amastridae. Tornatellinidae. Index, vols. XXI-XXIII. Henry A. Pilsbry & C. Montague Cooke.
- 1916–1918 – Volume 24. Pupillidae (Gastrocoptinae). Henry A. Pilsbry.
- 1918–1920 – Volume 25. Pupillidae (Gastrocoptinae, Vertigininae). Henry A. Pilsbry & C. Montague Cooke. (Vertiginidae is considered to be a sole family these days.)
- 1920–1921 – Volume 26. Pupillidae (Vertigininae, Pupillinae). Henry A. Pilsbry.
- 1922–1926 – Volume 27. Pupillidae (Orculinae, Pagodulinae, Acanthinulinae, etc.). Henry A. Pilsbry.
- 1927–1935 – Volume 28. Distribució geogràfica de Pupillidae; Strobilopsidae, Valloniidae i Pleurodiscidae. Henry A. Pilsbry.